# Svínoy
Svínoy (en danés: Svinø) es una de las 18 islas pertenecientes al archipiélago de las Feroe (Dinamarca), situado en el mar de Noruega. La isla tiene 27 km² de superficie y un solo núcleo de población, también llamado Svínoy, con apenas 38 habitantes en 2011.
El nombre de la isla significa isla de los cerdos, un nombre que parece originado de una leyenda, puesto que no hay cerdos en la isla. 
La isla es visitada diariamente por un pequeño transbordador del servicio postal que une a Fugloy y Svínoy con el pueblo de Hvannasund, en Viðoy. También hay un helipuerto y servicio de helicóptero tres veces por semana. Por la inaccesibilidad de la zona, la emigración ha supuesto uno de los grandes problemas de la región. Un ejemplo claro de ello es observar que en los años 1960, la población de la isla era de casi 200 personas. La economía depende de la ganadería de ovejas. Su pequeño y mal protegido embarcadero no permite la pesca a gran escala, aunque sí hay cierta piscicultura.

## Geografía

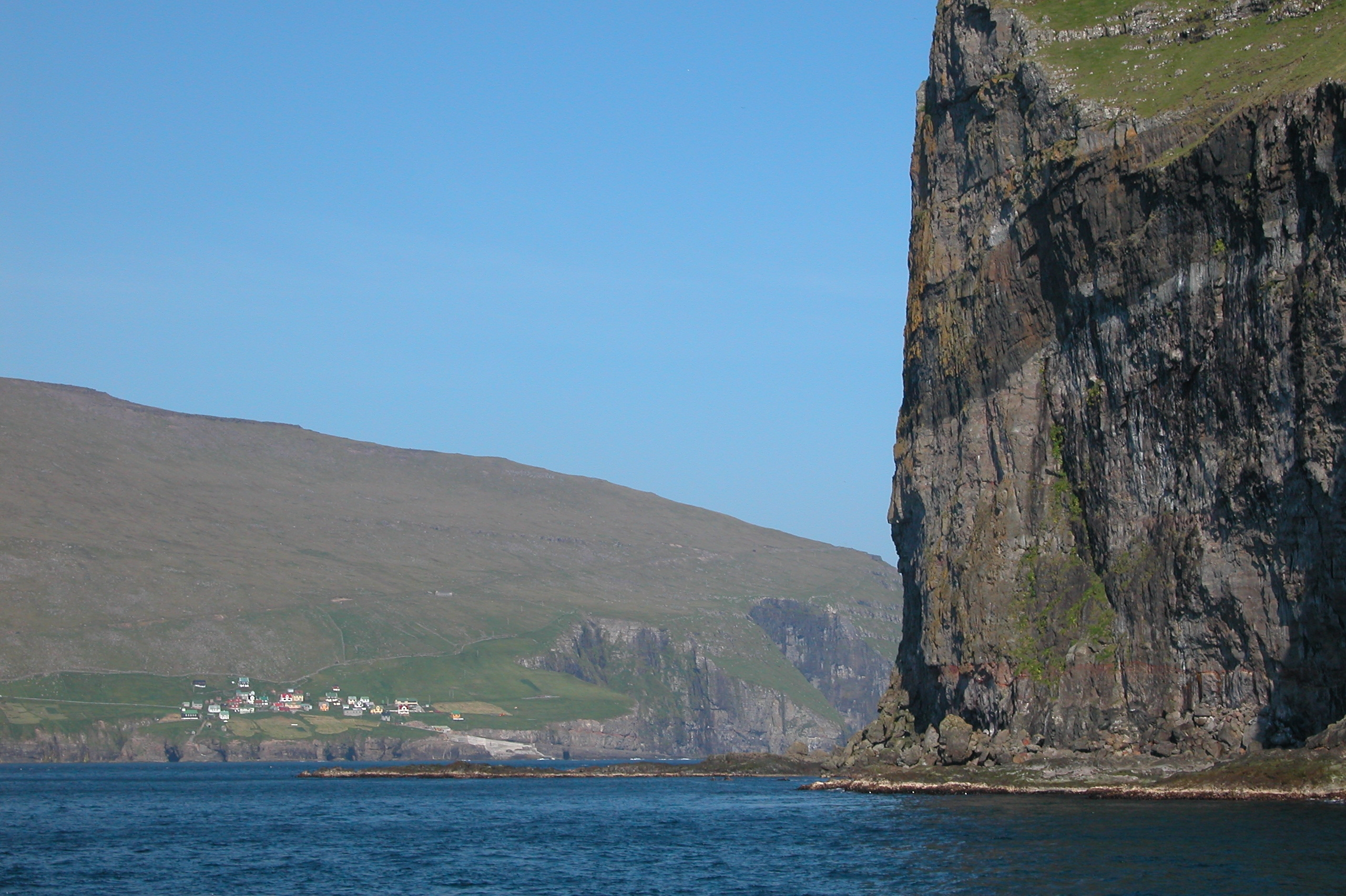
Acantilado en el norte de Svínoy. Se observa al fondo la isla Fugloy y el pueblo de Kirkja.

Svínoy forma parte del grupo de las Islas del Norte, y después de la vecina Fugloy, es la isla más occidental del archipiélago. Está separada de Borðoy y Viðoy por medio del estrecho conocido como Svínoyarfjørður, y de Fugloy por el Fugloyarfjørður. Svínoy está constituida por dos penínsulas montañosas, una al norte, más pequeña, y otra, mayor, al sur. El istmo que las divide es un valle relativamente amplio, si se compara con la escasez de zonas planas en las Feroe. En la costa oriental de este istmo, entre las montañas de Keldufjall (461 m) al norte y Knúkur (460 m) al sur, se asienta el poblado de Svínoy, rodeado de vastas zonas de pastos idóneos para las ovejas y las vacas que se crían en las granjas. En la isla hay algunos otros valles de origen glaciar muy pequeños. Tanto en el norte como el sur hay acantilados, sobre todo en la costa occidental, que sirven de hogar a colonias de varios miles de aves marinas. Svínoy es considerada un área importante para las aves por BirdLife International.

## La leyenda de los cerdos

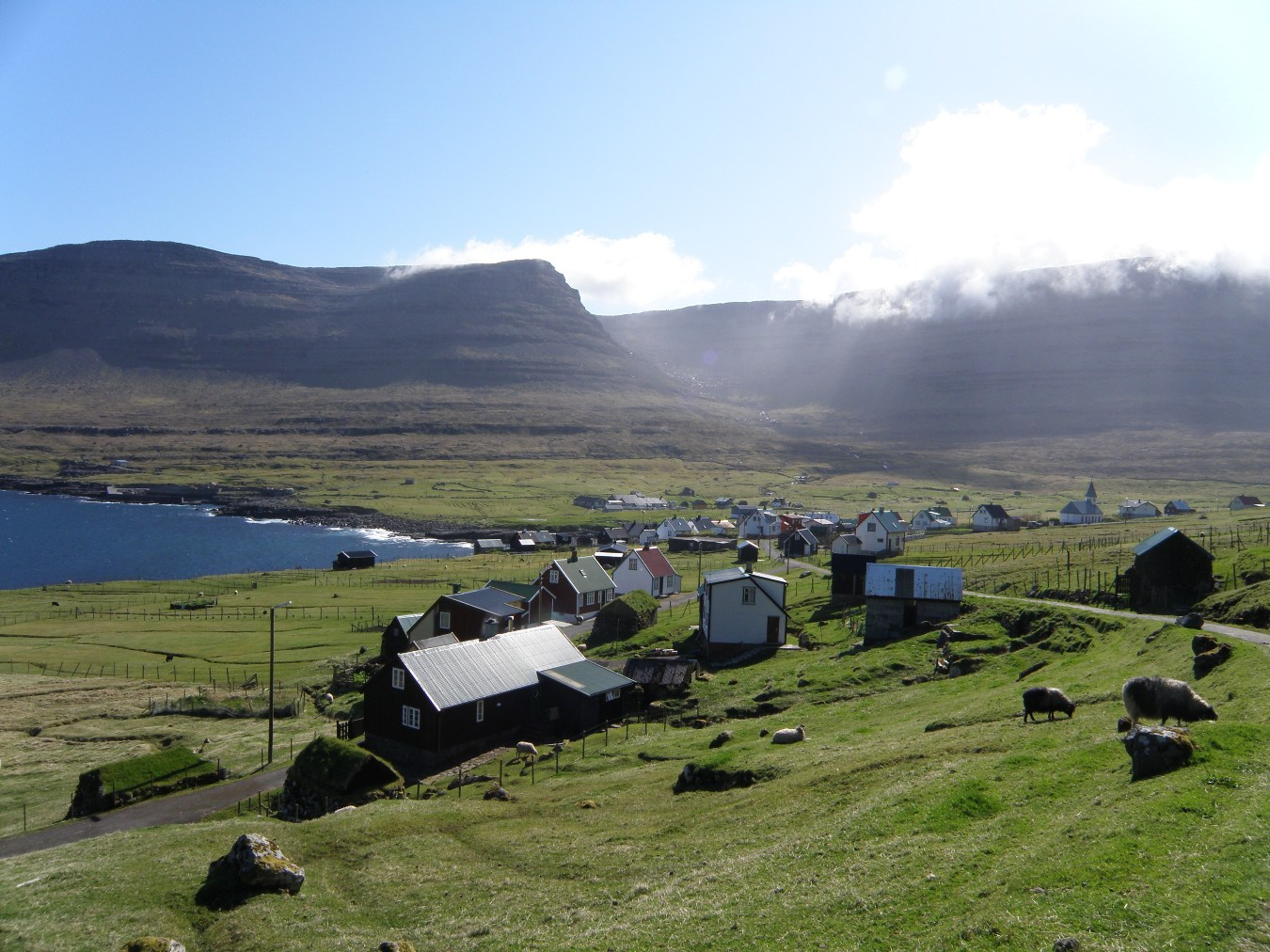
El pueblo de Svínoy, el único de la isla.

Se dice que Svínoy fue una isla flotante, pero rara vez era avistada por la gente, ya que estaba sometida al vaivén del mar y además solía ocultarse entre bancos de niebla.
En el pueblo de Viðareiði, en Viðoy,  había una cerda, pero ningún cerdo macho. A pesar de ello, la cerda quedaba preñada por regularidad, lo que intrigaba a los pobladores. Algunos de ellos habían notado que el animal se ausentaba periódicamente, y un día una mujer le ató un manojo de llaves en la cola, y otros decidieron seguir a la cerda. El animal se dirigió al este, se lanzó al mar y comenzó a nadar. Lo siguieron en bote hasta una isla que estaba habitada por multitud de cerdos. El hierro de las llaves hizo que la isla quedara fija en la posición que ocupa ahora.
Las leyendas de islas flotantes y de un animal —normalmente un cerdo— que logra su fijación están también presentes en Noruega.

## Historia

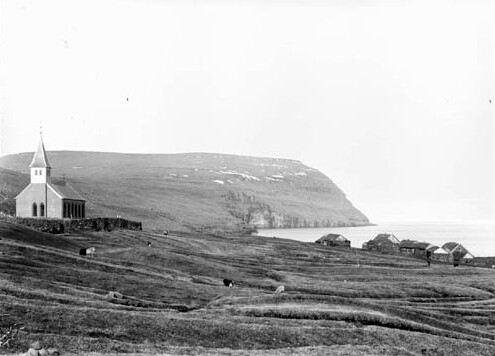
Fotografía de 1899.

Svínoy ha estado poblada desde la colonización vikinga de las Islas Feroe. Su pueblo es mencionado en la Saga de los Feroeses —una obra que narra la historia de las islas en los siglos IX y X— como el lugar de origen del caudillo vikingo Svínoyar-Bjarni, uno de los hombres más poderosos en las Feroe en su eṕoca.
En 1583, Jacob Eudensen, vecino de Svínoy, fue la última persona en las Islas Feroe en ser condenada a muerte por herejía, al negarse a renunciar a su fe católica y convertirse al luteranismo.
La escuela primaria de Svínoy fue inaugurada en 1888, y la oficina de correos el 1 de octubre de 1918.
Cuando se crearon los municipios feroeses, en 1872, Svínoy quedó incluida dentro del municipio de las Islas del Norte, que comprendía todo el grupo homónimo de islas. En 1908 quedó dentro del municipio de Viðareiði, Fugloy y Svinoy. Éste de dividió en dos en 1913, y la isla formó parte del municipio de Fugloy y Svínoy hasta 1932, año en que las dos islas se separaron políticamente para formar cada una su propio municipio. En un referéndum en Svínoy en 2008, sus ciudadanos decidieron la integración de la isla dentro del municipio de Klaksvík, la cual se concretó oficialmente el 1 de enero de 2009.

## Iglesia de Svínoy
La actual iglesia de Svínoy fue consagrada en 1878, en el mismo lugar en que se encontraba una iglesia anterior. Es un templo sencillo, con techo de madera.
Cuando la iglesia anterior fue demolida en 1828, se descubrió. oculta en el suelo, una antigua lápida con una cruz tallada. Los nativos se han referido a ella desde entonces como la "piedra de Bjarni" (Bjarnisteinur), dando por hecho que se trata de la lápida de Svínoyar-Bjarni, aunque no hay ninguna evidencia que sustente ese supuesto. La piedra se conserva en el interior de la iglesia.

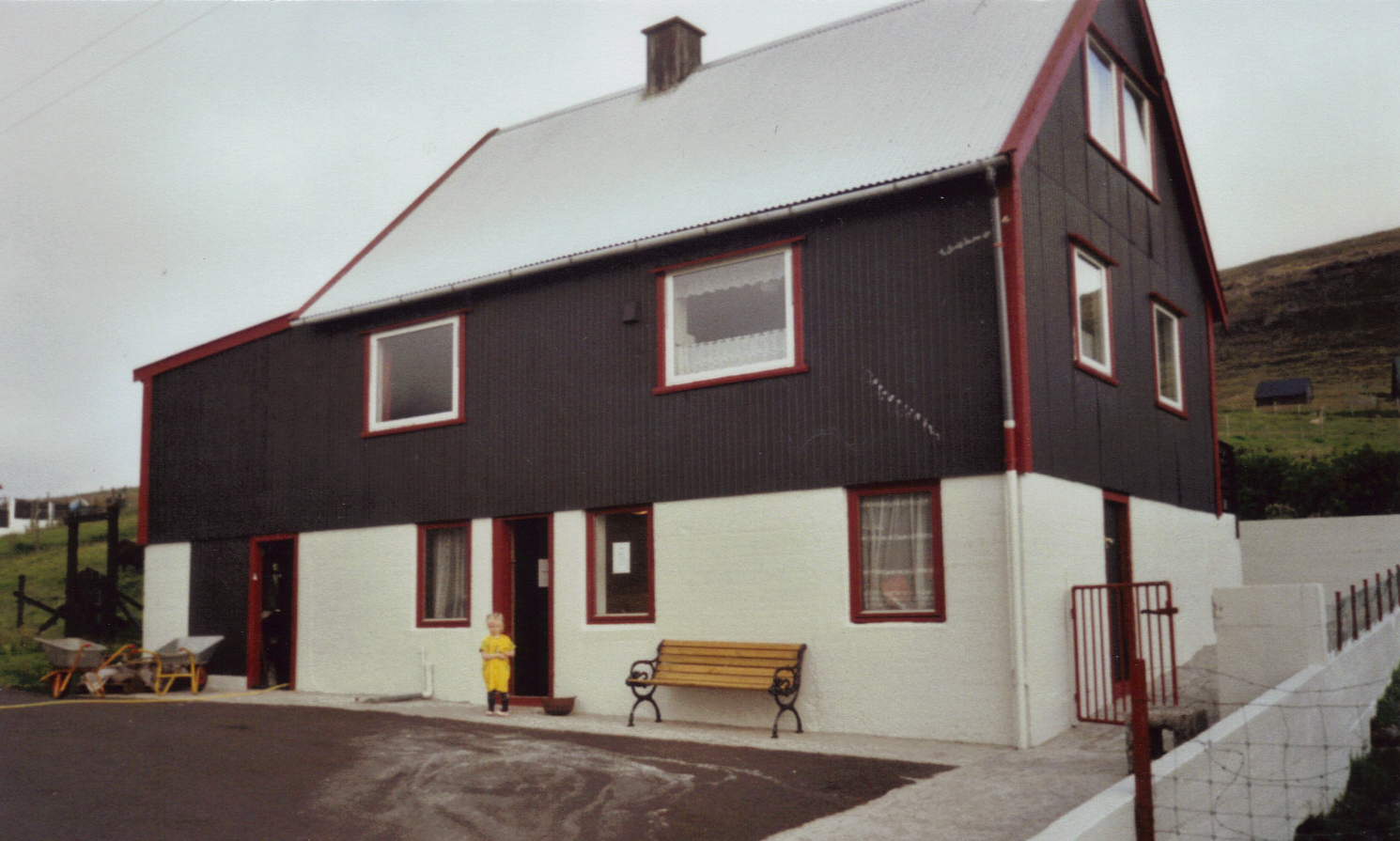
La tienda del pueblo.
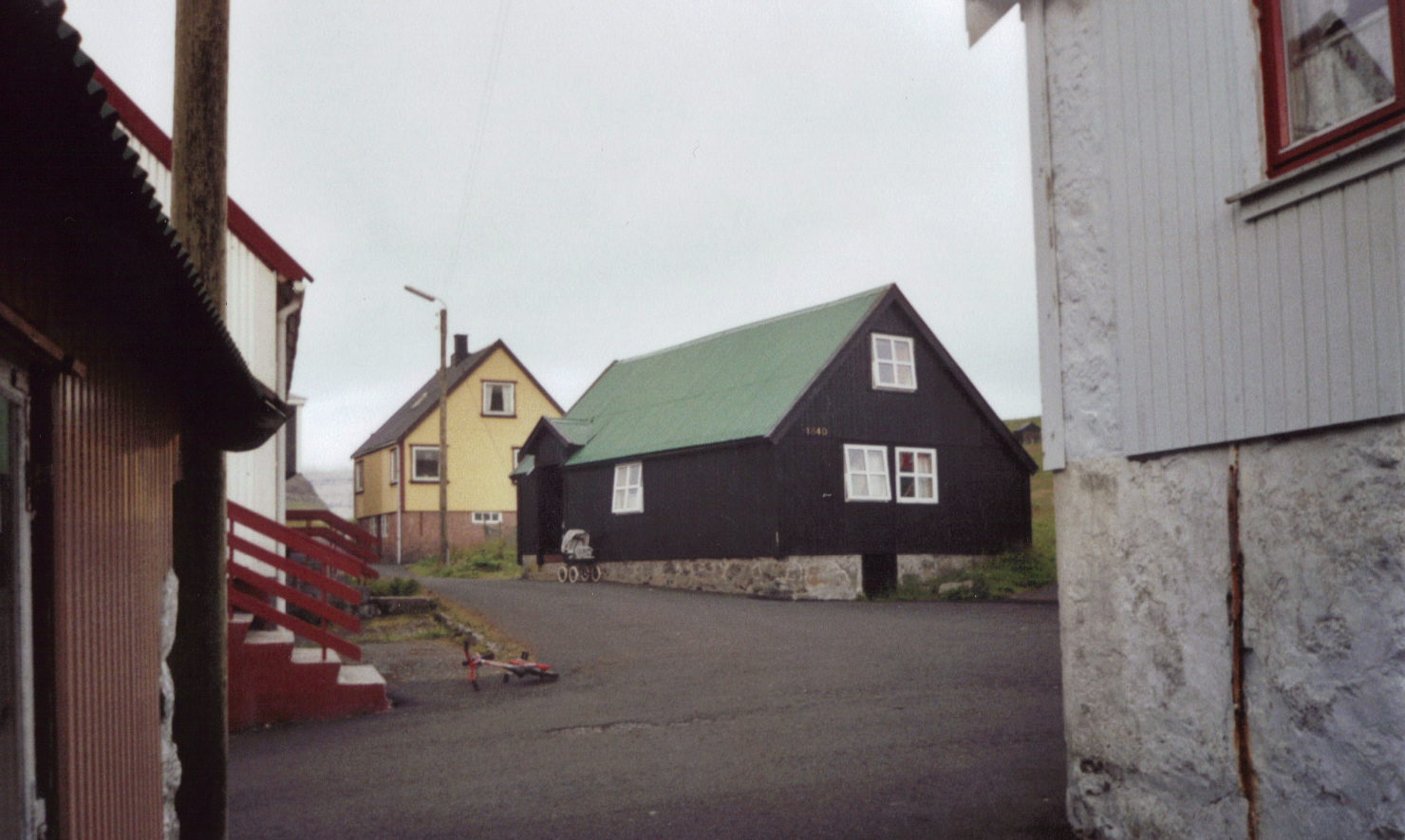
Centro del pueblo.
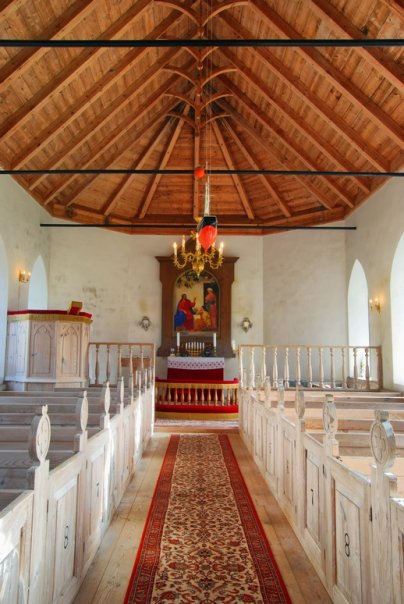
Interior de la iglesia.
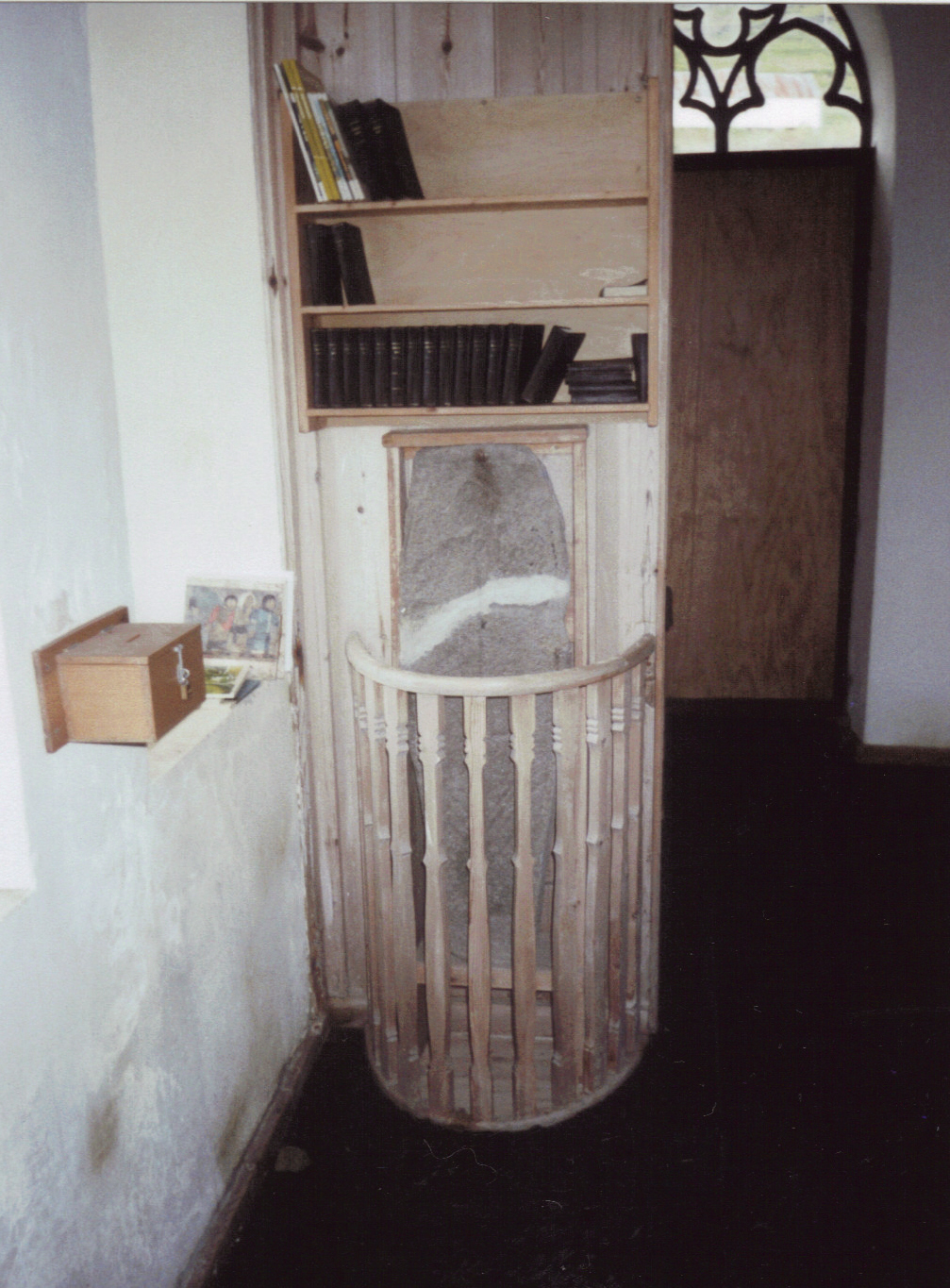
La piedra Bjarnarsteinur en la iglesia.